# Chartobracon huggerti
Chartobracon huggerti är en stekelart som beskrevs av Van Achterberg 1983. Chartobracon huggerti ingår i släktet Chartobracon och familjen bracksteklar. Arten är reproducerande i Sverige. Inga underarter finns listade i Catalogue of Life.